# ویلااسموندو
ویلااسموندو (به ایتالیایی: Villasmundo) یک منطقهٔ مسکونی در ایتالیا است که در ملیلی واقع شده‌است. ویلااسموندو ۳٬۰۰۸ نفر جمعیت دارد و ۱۹۱ متر بالاتر از سطح دریا واقع شده‌است.